# Lijst van beschermd erfgoed in de gemeente Lac de la Haute-Sûre
In deze lijst van beschermd erfgoed in de gemeente Lac de la Haute-Sûre zijn alle geclassificeerde nationale monumenten van de Luxemburgse gemeente Lac de la Haute-Sûre opgenomen.

## Monumenten per plaats

### Bavigne
| Object                      | Bouwjaar/architect | Locatie | Datum beschermd?      | Coördinaten                   | Afbeelding |
| --------------------------- | ------------------ | ------- | --------------------- | ----------------------------- | ---------- |
| Kerk van Bavigne en kerkhof |                    |         | 28 december 1961 (MN) | 49° 54' 56" NB, 5° 53' 52" OL |            |

### Kaundorf
| Object | Bouwjaar/architect | Locatie | Datum beschermd?     | Coördinaten | Afbeelding |
| --- | ------------------ | ------- | -------------------- | ----------- | ---------- |
| Oud toevluchtsoord voor Luxemburgse dienstweigeraars tijdens de nazi-bezetting, gelegen op een plek genaamd "Runtschelt" |                    |         | 2 december 1988 (MN) |             |            |

### Liefrange
| Object                                                                                 | Bouwjaar/architect | Locatie | Datum beschermd?     | Coördinaten                   | Afbeelding |
| -------------------------------------------------------------------------------------- | ------------------ | ------- | -------------------- | ----------------------------- | ---------- |
| Rij van 24 lindebomen net buiten de plaats Liefrange op de weg die leidt naar Kaundorf |                    |         | 17 januari 1984 (IS) | 49° 54' 40" NB, 5° 52' 28" OL |            |

### Mecher
| Object                             | Bouwjaar/architect | Locatie | Datum beschermd?      | Coördinaten                   | Afbeelding |
| ---------------------------------- | ------------------ | ------- | --------------------- | ----------------------------- | ---------- |
| Oude pastorie met aanliggende tuin |                    |         | 21 december 2007 (MN) | 49° 55' 22" NB, 5° 52' 36" OL |            |

## Bron
- Liste des immeubles et objets classés monuments nationaux ou inscrits à l'inventaire supplémentaire